# Парагомінас
Парагомінас (англ. Paragominas) — бокситовий рудник, який розробляє гігантське латеритне родовище гібситових бокситів в Бразилії. Став до ладу з січня 2007 р.
Бокситовий рудник Парагомінас компанії Cia Vale do Rio Doce (CVRD), вартість будівництва якого становила 548 млн дол., розташований в бразильскому штаті Пара.

## Характеристика
Загальні запаси 2400 млн т, підтверджені — 1600 млн т.
Продуктивність першої черги рудника становить 5,4 млн т/рік. Вже почате будівництво другої його черги вартістю 196 млн дол.; завдяки їй потужність рудника до 2008 р. збільшиться до 9,9 млн т/рік. Надалі можливе зростання потужності рудника до 13,5 млн т/рік.

## Технологія розробки
Видобуток бокситів на руднику Парагомінас ведеться відкритим способом, видобута руда зазнає мокрого збагачення, розмелюється і подається в трубопровід у вигляді пульпи. За якістю боксити схожі з тими, що добуваються на руднику Тромбетас (штат Пара), керованому консорціумом Mineracao Rio do Norte.
Боксити з рудника Парагомінас будуть по трубопроводу протяжністю 244 км постачатися на глиноземний завод в м. Баркарена, штат Пара, керований консорціумом Alunorte, в якому компанії CVRD належить 57% акцій.